# Cotinus coggygria
Cotinus coggygria Scop., 1771, conosciuto comunemente come scòtano o albero di nebbia, è un arbusto appartenente alla famiglia delle Anacardiacee.

## Descrizione
Arbusto alto 1–2 m ma che talvolta raggiunge i 5 m di altezza, con foglie rotondeggianti, lungamente picciolate che in autunno assumono colori rossi brillanti. I fiori sono giallastri radunati in infiorescenze piramidali aperte e ramose; molti fiori sono sterili e cadono presto, lasciando soltanto i peduncoli pelosi. I frutti, in realtà infruttescenze, grandi solo 3–4 mm, sono di colore bruno-porporino lucente, poi grigio, con numerosi peduncoli coperti di peli piumosi.

## Distribuzione e habitat
Predilige i pendii rocciosi e aridi dell'Europa centro-meridionale e dell'Asia, sino alla Cina; assente nella Penisola iberica.
Nella provincia di Pesaro e Urbino, tra i comuni di Montefabbri e Mombaroccio, si trova il convento del Beato Sante. Precedentemente era chiamato Santa Maria di Scotaneto, dagli arbusti di scotano che si trovano in gran numero sul colle.
Sul Carso della Venezia Giulia è noto col nome di sommacco.

## Usi
È usato come pianta ornamentale per l'aspetto di fumo o nebbia sopra il fogliame d'estate e in autunno.
I rami giovani sono usati per conciare le pelli. Era utilizzato per la concia anche in Sicilia, dove Giacinto Carini introdusse la macchina a vapore per la sua mondatura.
La corteccia si usa per tingere.
L'affine Toxicodendron radicans (sinonimo Rhus toxicodendron) è una pianta velenosa anche al solo contatto.